# Touraine (Québec)
Touraine (appelée Hull-Partie-Est ou Hull-Est jusqu'en 1966) est une ancienne ville de l'Outaouais, au Québec, ayant existé de 1889 à 1975.
Érigée en tant que municipalité de canton en 1889 sous le nom de Hull-Est, elle prend le nom de Touraine en 1966 et obtient le statut de ville en 1971. Elle est l'une des sept municipalités à fusionner avec Gatineau en 1975.

## Histoire

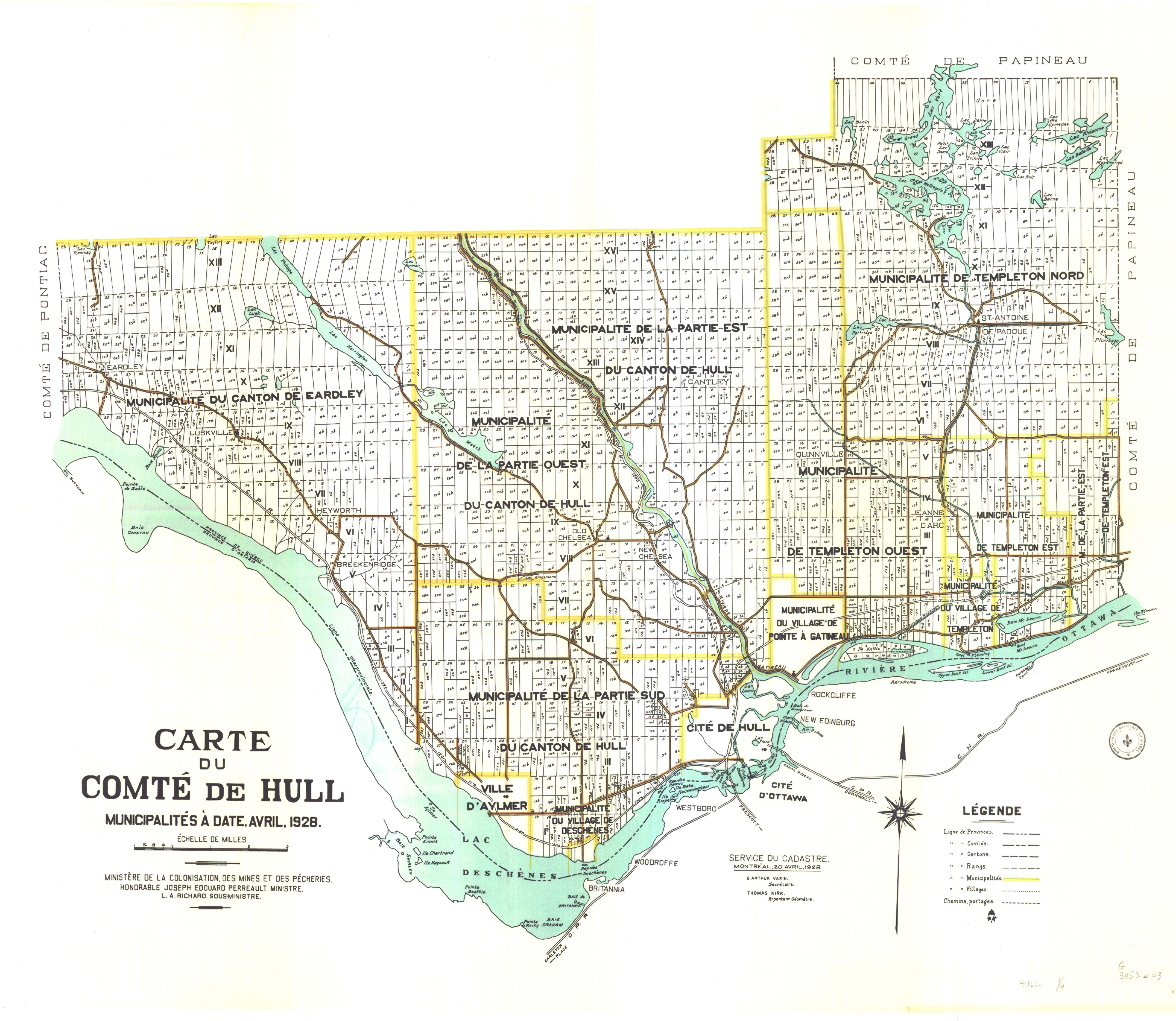
Carte du comté de Hull en 1928 dans sa portion méridionale. Touraine porte alors le nom de Hull-Est.

En 1806, le canton de Hull est créé et est concédé à Philemon Wright.
En 1880, le canton de Hull est divisé pour former Hull-Sud et Hull-Ouest.
En 1889, Hull-Est se détache de Hull-Ouest.
En 1966, Hull-Est change son nom pour ville de Touraine, puis change son statut pour celui de ville en 1971.
En 1975, les villes de Pointe-Gatineau, Gatineau, Touraine, le village de Templeton, les municipalités de Templeton-Ouest, Templeton-Est et Templeton-Est-Partie-Est fusionnent pour former la ville de Gatineau. La municipalité de Cantley, qui faisait partie de Hull-Ouest et plus tard Touraine, obtient son indépendance de Gatineau en 1989.
En 2002, les villes de Masson-Angers, de Buckingham, de Gatineau, de Hull et d'Aylmer, ainsi que la Communauté urbaine de l'Outaouais, fusionnent pour former la nouvelle ville de Gatineau,

## Politique et administration
| Nom                        | Période de fonction | Période de fonction |
| Nom                        | Début               | Fin                 |
| -------------------------- | ------------------- | ------------------- |
| Alex Prud'homme            | 28 octobre 1889     | 15 janvier 1894     |
| Robert Kerr                | 15 janvier 1894     | 7 juillet 1902      |
| Thomas Barrett             | 1er septembre 1902  | 7 septembre 1915    |
| Allan Fraser               | 4 octobre 1915      | 24 janvier 1921     |
| Edward Poulin              | 24 janvier 1921     | 10 mai 1933         |
| Samuel D. McClelland       | 10 mai 1933         | 19 mai 1947         |
| Gabriel Maloney            | 19 mai 1947         | 4 août 1952         |
| Alfred Hogan               | 4 août 1952         | 16 mai 1955         |
| Gabriel Maloney            | 16 mai 1955         | 13 mai 1957         |
| Aldège Godmaire            | 13 mai 1957         | 19 mai 1959         |
| Gabriel Maloney            | 19 mai 1959         | 15 mai 1961         |
| Hervé Maisonneuve          | 15 mai 1961         | 13 mai 1963         |
| Georges St-Jacques         | 13 mai 1963         | 3 novembre 1969     |
| Jean-Paul Hébert           | 3 novembre 1969     | 15 novembre 1972    |
| Donald Poirier             | 15 novembre 1972    | 1er janvier 1975    |
| Source : Ville de Gatineau |                     |                     |

## Évolution démographique
| 1921 | 1931 | 1941 | 1951  | 1956  | 1961  | 1966  | 1971  |
| ---- | ---- | ---- | ----- | ----- | ----- | ----- | ----- |
| 900  | 790  | 822  | 1 131 | 1 603 | 2 079 | 5 550 | 9 643 |